# Little Sodbury
Little Sodbury est une paroisse civile et un village du Gloucestershire, en Angleterre.